# 로이스 웨버
로이스 웨버(Lois Weber, 1879년 6월 13일 ~ 1939년 11월 13일)는 미국의 무성 영화 배우, 영화 감독, 영화 프로듀서, 영화 각본가이다.

## 출연 작품
- 더 덤 걸 오브 포르티치 (1916)
- 슈즈 (1916)